# Andrei Fjodorowitsch Derjabin

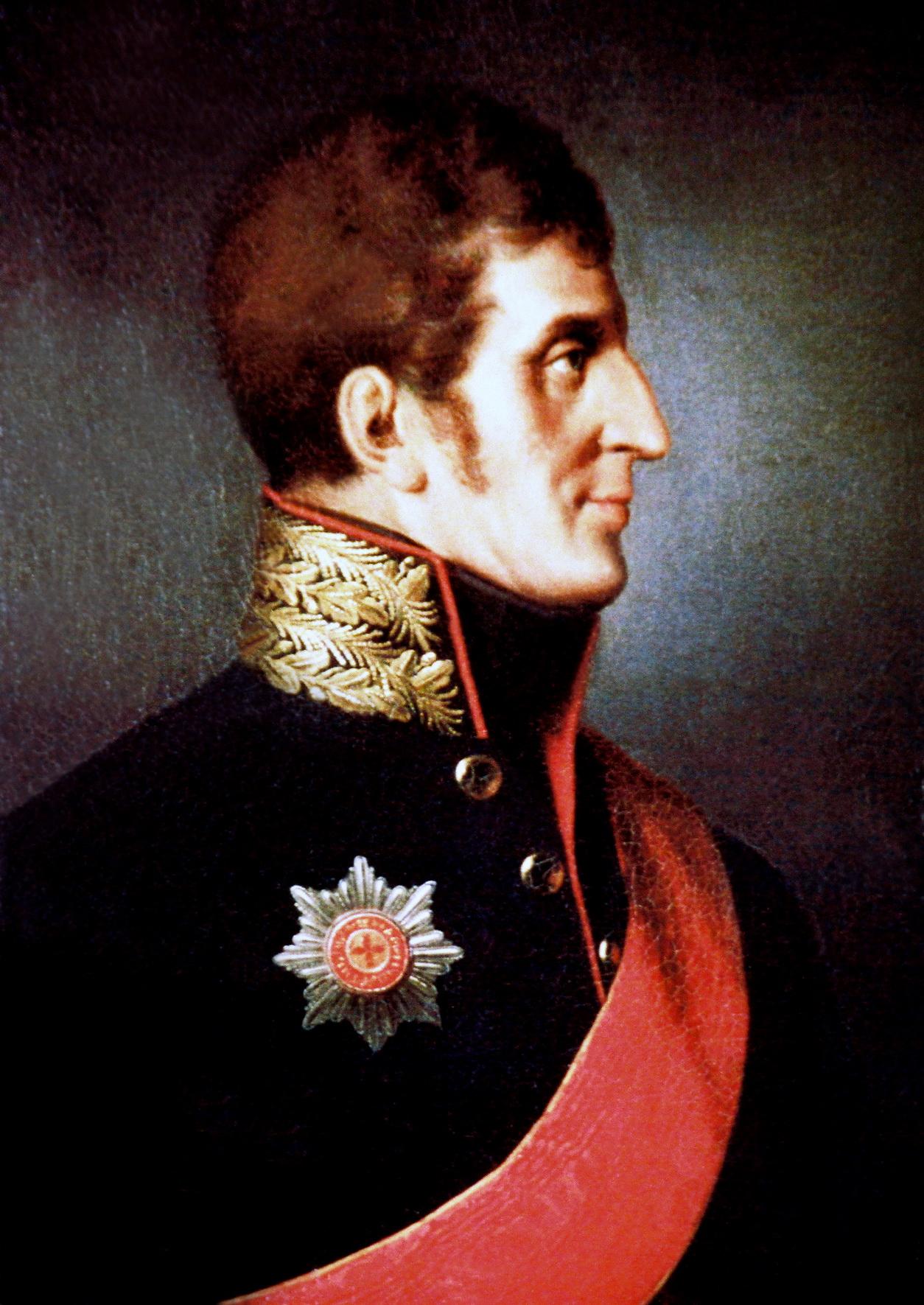
Oberberghauptmann 4. Klasse Andrei Fjodorowitsch Derjabin

Andrei Fjodorowitsch Derjabin (russisch Андрей Фёдорович Дерябин; * 2. Oktoberjul. / 13. Oktober 1770greg. im Dorf Derjabinskoje, Ujesd Werchoturje; † 26. Junijul. / 8. Juli 1820greg. in Gomel) war ein russischer Bergbauingenieur.

## Leben
Derjabin, Sohn eines Diakons, absolvierte das Geistliche Seminar in Tobolsk. Gegen den Willen des Vaters gelang es ihm, ab 1787 in St. Petersburg an der Bergbauschule des Bergkadettenkorps zu studieren (Abschluss 1790). Er trat nun als Schichtmeister in den staatlichen Bergdienst in den Nertschinsker Hüttenwerken. Er inspizierte die Goroblagodatskije-Hüttenwerke im Gouvernement Perm und wurde zusammen mit seinem Kommilitonen Jewgraf Metschnikow zum weiteren Studieren nach Sachsen an die Bergakademie Freiberg geschickt (1794–1796). Zum Kennenlernen  des westeuropäischen Bergbauwesens besuchte er Frankreich (1797) und Großbritannien (1798).
Derjabin wurde 1799 als Oberbergmeister Mitglied des Bergkollegiums, das die Bergbauindustrie verwaltete.  1800 war er Geschäftsführer der Expedition und des Kontors für die Gold-Silber-Separierung. Ab 1801 war er Hauptverwalter des Permer- und Nertschinsker Bergbaubezirks. Schnell verbesserte er die Verwaltung, erschloss neue Lagerstätten und eröffnete neue Bergwerke. 1802 wurde er Oberberghauptmann 5. Klasse.
Für das 1804 in St. Petersburg gebildete Komitee zur Reform des Bergamtes wurde Derjabin nach St. Petersburg gerufen, um einen Teil der Aufgaben zu übernehmen. Er erarbeitete für den Finanzminister Alexei Wassiljew einen eingehenden Bericht über dke Geschichte der Bergbauangelegenheiten in Russland von den Anfängen bis zur Gegenwart und ein Projekt für die Reform der Verwaltung der Eisenhüttenwerke im Ural. Das Komitee stimmte Derjabins Darstellung vollständig zu. Die Dokumente wurden Kaiser Alexander I. übergeben, der sie im September 1804 genehmigte. Derjabins Projekt einer Bergordnung wurde im Juli 1806 beschlossen und versuchsweise in Kraft gesetzt, um nach 5 Jahren die Bergordnung zu überprüfen. Die Überprüfung unterblieb, so dass die Bergordnung schließlich als Sondersatzung in das russische Gesetzbuch aufgenommen wurde. Nach dem Abschluss der Arbeiten für die Reform wurde Derjabin Chef aller staatlichen Berg- und Hüttenwerke im Ural.

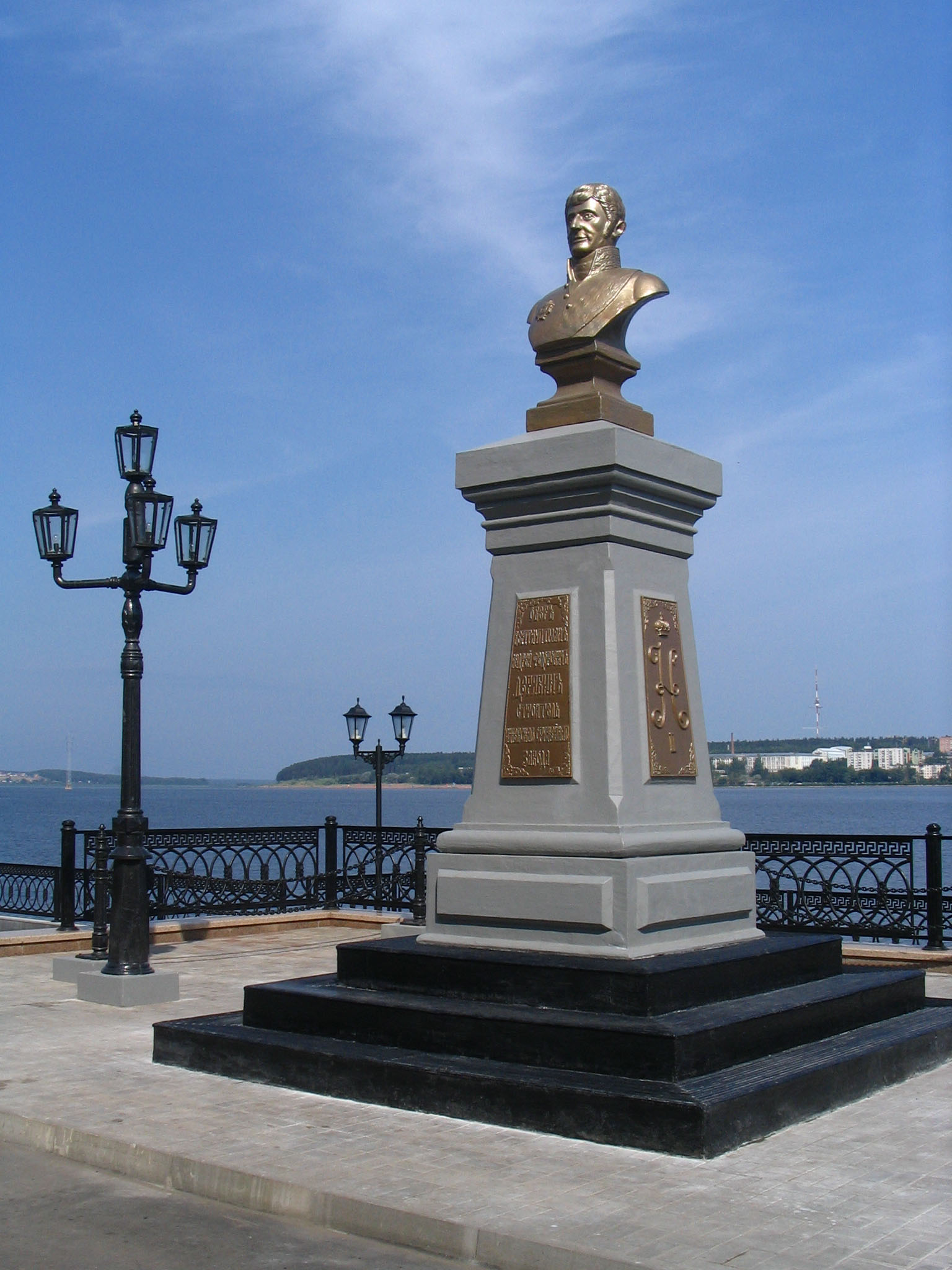
Derjabin-Denkmal, Ischewsk

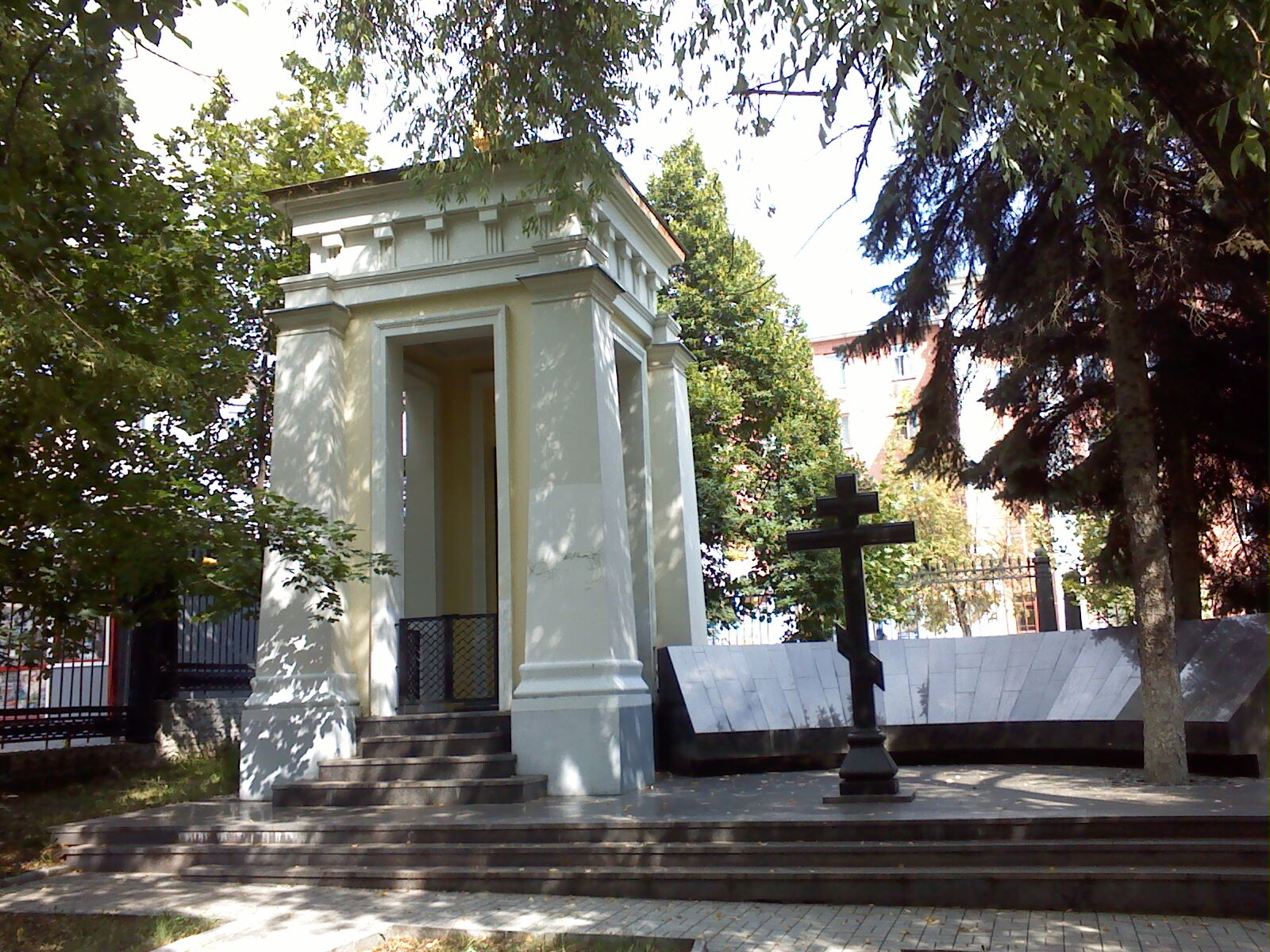
Derjabins Grabmal, Alexander-Newski-Kathedrale, Ischewsk

Gemäß dem kaiserlichen Ukas vom Februar 1807 errichtete Derjabin auf der Basis des Ischewsker Eisenwerks am Nebenfluss Isch der Kama die Ischewsker Waffenfabrik, die er 1808 an das Militäramt übergab. Im selben Jahr eröffnete er eine Fabrikschule in Ischewsk, nachdem er bereits im August 1807 eine Fabrikschule in Wotkinsk eröffnet hatte. 1809 ließ er in der Ischewsker Waffenfabrik eine Werkzeugmacherei einrichten, um nicht importierte Werkzeuge kaufen zu müssen. Auch veranlasste er die Einführung eines Büchsenmacher-Kaftans zur Auszeichnung der Büchsenmacher.
1810 wurde Derjabin wieder nach St. Petersburg zurückgerufen, wurde zum Oberberghauptmann 4. Klasse befördert und leitete ab 1811 das Departements für Berg- und Salzangelegenheiten und das Bergkadettenkorps. 1817 übergab er das Amt Jewgraf Metschnikow und ging in den Ruhestand. Es wird vermutet, dass sein Rückzug mit seiner Mitgliedschaft in der Freimaurerloge Michail Speranskis zu tun hatte, der bei Alexander I. in Ungnade gefallen war.
Derjabin ließ sich in Gomel nieder und verwaltete die Güter und Fabriken Graf Nikolai Rumjanzews. Er war mit Natalja Nkititschna geborene Urussowa, Tochter des Statthalters der Statthalterschaft Jaroslawl Nikita Urussow, verheiratet und hatte einen Sohn Fjodor (1813–1865).
Derjabin starb am 8. Juli 1820 in Gomel und wurde im Kloster zu Mariä Tempelgang von Tolga bei Jaroslawl begraben. 1907 wurde anlässlich des 100-jährigen Bestehens des Ischewsker Waffenwerks ein Derjabin-Denkmal in Ischewsk eingeweiht. 2002 wurde ein Teil seiner Asche an der Alexander-Newski-Kathedrale in Ischewsk bestattet.

## Ehrungen
- Russischer Orden der Heiligen Anna I. Klasse